# Siège de Tortose (1648)
Pour les articles homonymes, voir Siège de Tortose.
Guerre de Succession d'Espagne
Guerre des faucheurs
 Guerre de Trente Ans 
Guerre franco-espagnole.
Batailles
Le siège de Tortose en 1648 est l'un des épisodes de la guerre des faucheurs.

## Préambule
Peu de temps après la révolte du Corpus de Sang en 1640, l'armée de Philippe IV de Castille occupe Tortose et Tarragone, et le 17 janvier 1641, face à la pénétration alarmante de l'armée castillane, Pau Claris à la tête de la Généralité de Catalogne, proclame la République catalane en acceptant une alliance politique et militaire avec le royaume de France, plaçant la Catalogne sous l'obéissance de Louis XIII. Quelques jours plus tard, avec l’aide de l'armée française, la Généralité remporte une importante victoire militaire à la bataille de Montjuïc le 26 janvier 1641, et les troupes castillanes se retirent alors à Tarragone, où elles sont assiégées (ca) jusqu’à ce que les Espagnols construisent une flotte qui parvint à livrer des provisions à la ville et à faire fuir la flotte française vers le Roussillon.
En 1642, après avoir échoué dans leurs tentatives d'envoyer des renforts, ils abandonnent le Roussillon et retirent les tercios qui se trouvaient à Roses avec une flotte de 78 navires, de sorte que le Roussillon tombe complètement aux mains des Franco-Catalans, et que les objectifs de Richelieu et de Louis XIII de contrôler les comtés catalans du nord furent satisfaits et les opérations principales sont alors interrompues.

Le 4 décembre 1642, Richelieu meurt, et le 14 mai 1643, Louis XIII, auquel succède son fils Louis XIV, entame une période de grands troubles en France qui permet aux Espagnols de récupérer progressivement des territoires dans la Principauté.
Après la chute de Lérida aux mains des Castillans, en 1644, Philippe de La Mothe-Houdancourt attaque Tarragone avec des troupes catalanes et françaises, mais furent repoussées par les Espagnols, qui sur leur lancée capturent Balaguer en septembre et Agramunt en octobre. Cela a conduit au remplacement de Philippe de La Mothe-Houdancourt par Henri de Lorraine-Harcourt. Lorraine-Harcourt attaqua les terres occidentales et récupère Camarasa et Balaguer, mais lui et son successeur Louis de Bourbon-Condé échouent dans leurs tentatives de récupérer Lérida en 1644, en 1646 et en 1647.

## Ordre de bataille
En juin 1648, les Français se rendent à Tortose. 
| L'armée se compose de 7 000 hommes répartis en 14 régiments : - Régiment de Champagne - Régiment de Gesvres - Régiment de Guyenne - Régiment de La Marine - Régiment de Lochmann - Régiment de Lorraine - Régiment de Sainte-Mesme - Régiment de Mirepoix - Régiment de Montpeyroux - Régiment de Montpezat - Régiment de Montpouillan - Régiment de Reynold - Troupes les Catalanes | 3 000 cavaliers répartis en 14 régiments de cavalerie légère et 6 compagnies libres : - Régiment d'Alais cavalerie - Régiment de Baltazar cavalerie - Régiment de Condé cavalerie - Régiment de Coeuvres cavalerie - Régiment de Créquy cavalerie - Régiment de Gesvres cavalerie - Régiment de La Motte cavalerie - Régiment de Marchin cavalerie - Régiment de Mazarin italien cavalerie - Régiment de Merinville cavalerie - Régiment de Sainte-Cécile cavalerie - Régiment de Schack cavalerie - Cavalerie Catalane | avec les - Compagnies des Gendarmes du Cardinal Sainte-Cécile - Chevaux-légers du Cardinal Sainte Cécile - Chevaux-légers du Maréchal de Schomberg - Chevaux-légers de Louis-Charles de Nogaret de Foix Duc de Candale - Franca du Maréchal de Schomberg, - Régiment de gardes du Maréchal de Schomberg - Régiment d'infanterie Mostarós, commandé par Francesc de Mostarós de Bosser (ca) - Régiment d'infanterie Tort, commandé par Josep Tort - Régiment de cavalerie légère d'Ardena commandé par Josep d'Ardena - Régiment de cavalerie d'Aguilar, commandés par Joseph de Margarit de Biure |

Les forces espagnoles étaient composées de onze compagnies de milice de la ville de Tortose et de 300 paysans formés en 5 compagnies qui se trouvaient à l'intérieur de la ville au début du siège. Il y avait aussi des compagnies de cavalerie castillane et d'autres d’infanterie.

## Le siège
Les Français attaquèrent les murs de la ville avec de l'artillerie (une vingtaine de canons) pendant sept jours jusqu'à ce qu'un trou soit fait dans le mur.

Finalement, le 12 juillet 1648, alors que la brèche n’était pas encore suffisamment grande pour être praticable, les troupes françaises entrèrent dans la ville. L'approche se fit lentement car la brèche était considérée comme un piège pour la garnison. Une fois à l'intérieur de la place, les troupes castillanes ne pensèrent pas à résister et se réfugièrent dans le château. La population est allée se réfugier dans les églises. 
Le général Marchin interdit le pillage, mais l'explosion du bâtiment où se trouvait la poudrière, tua 200 Français. Alors, Marchin approuva le pillage en disant : « Trahison ! Il n'y a pas de pactes ! » et les soldats  ont commencé le pillage. La plupart des couvents et des églises ont été pillés et la population, n'a pas été respectée, en particulier où les femmes, religieuses ou non, qui ont été violées, sauf à de très rares exceptions près.
Le lendemain, la garnison du château se rendit avec le pacte que sa vie serait respectée, mais elle fut internée en France. Le régiment d'infanterie de Sainte-Mesme est désigné comme garnison de la place.
Le siège coûte aux Français environ 400 hommes et c'est la dernière de leurs conquêtes en Catalogne jusqu'en 1653. En effet, à partir d'août 1648, les révoltes de la Fronde commencent en France et les troupes ne reçoivent alors plus aucune solde.

## Conséquences
La conquête de Tortose est la dernière initiative offensive de l’armée française, car la situation politique dans le royaume de France qui conduit à la guerre de la Fronde entre la couronne et la noblesse, nécessite tous les efforts militaires et la plupart de la cavalerie et une partie de l'infanterie se retirent. 
 L'armée castillane reprend alors l'initiative et reprend la ville (ca) en 1650.